# Honda XR 150
La Honda XR150L, es una motocicleta fabricada por Honda con un motor de 4 tiempos y 150 cc de cilindrada, modalidad trail. Se fabrica en tres colores: rojo, negro y blanco.
Esta motocicleta llegó para reemplazar a la popular XR 125. La nueva XR 150L está equipada con un motor de 149 cc que otorga una mayor potencia y rendimiento, permitiendo una gran autonomía con bajo consumo de combustible y mayor confort. Otra de las características de este nuevo modelo es el amortiguador trasero a base de nitrógeno a presión, que junto al freno a disco delantero, otorgan mayor fuerza y precisión en el frenado. También cabe destacar que está equipada con un renovado panel de instrumentos  y un nuevo diseño del faro delantero y las luces de giro. La iluminación es halógena.

## Características técnicas

### Motor
- Cilindrada: 149,15 cc
- Potencia máxima: / 12,6 (HP)."caballos de fuerza" . a 7.750 RPM
- Tipo de motor: 4T OHC
- Cilindros: 1
- Relación de compresión: 9.5:1
- Alimentación: carburador
- Refrigeración: aire
- Encendido: digital transistorizado con avance electrónico
- Arranque: eléctrico y a patada
- Capacidad de la batería: 12 V /4 AH
- Embrague: multidisco en baño de aceite con muelles
- Activación del embrague: mecánico; por cable

### Datos generales
- Velocidad máxima (GPS): 120 km/h
- Longitud: 2110 mm
- Distancia entre ejes: 1362 mm
- Anchura: 820 mm
- Altura asiento: 825 mm
- Peso 130 kg
- Capacidad depósito: 12.00 L (incluidos 3,5 litros de reserva)
- Marchas: 5 cambios más neutro

### Estructura de la moto
- Chasis: semi-doble cuna
- Material: acero
- Suspensión delantera: horquilla telescópica
- Diám. barras: 31 mm
- Recorrido: 160 mm
- Suspensión trasera: amortiguador Monoshock
- Recorrido: 152 mm
- Freno delantero: disco hidráulico
- Diámetro: 240 mm
- Accionamiento: pinza doble pistón y pastillas de resina
- Freno trasero: Tambor
- Diámetro: 110 mm
- Neumático delantero: 90/90-19M/C
- Neumático trasero: 110/90x17M/C